# (33355) 1998 YJ19
1998 YJ19 (asteroide 33355) é um asteroide da cintura principal. Possui uma excentricidade de 0.22478780 e uma inclinação de 1.69811º.
Este asteroide foi descoberto no dia 25 de dezembro de 1998 por Spacewatch em Kitt Peak.